# Bilinandi, Gubbi
Bilinandi là một làng thuộc tehsil Gubbi, huyện Tumkur, bang Karnataka, Ấn Độ.